# The model and the marriage broker
The model and the marriage broker es una película de 1951 dirigida por George Cukor. Durante el rodaje utilizó el título provisional de The Marriage Broker.

## Argumento
Una mujer se dedica a intentar a emparejar a sus conocidos y decide arreglar a una modelo que mantiene una aventura con un radiólogo, no obstante, las cosas no van tal y como las tenía previstas.

## Otros créditos
- Productora: 20th Century Fox
- Color: Blanco y negro
- Diseño de producción: Don DeCuir y Lyle Wheeler
- Dirección artística: John DeCuir y Lyle R. Wheeler
- Montaje: Robert L. Simpson
- Asistente de dirección: Saul Wurtzel
- Sonido: Eugene Grossman y Roger Heman Sr.
- Director musical: Lionel Newman
- Efectos especiales: Fred Sersen
- Decorados: Thomas Little y Walter M. Scott
- Diseño de vestuario: Charles Le Maire y Renié
- Maquillaje: Ben Nye

## Premios
- La película estuvo nominada al Mejor dirección artística en Blanco y Negro: Charles Le Maire y Renié.

- Datos: Q1964594